# Discoloma humerale
Discoloma humerale is een keversoort uit de familie Discolomatidae. De wetenschappelijke naam van de soort is voor het eerst geldig gepubliceerd in 1899 door Sharp.